# Kadey
Kadey ist ein Département der Region Est in Kamerun.
Auf einer Fläche von 15.884 km² leben nach der Volkszählung 2001 192.927 Einwohner. Die Hauptstadt ist Batouri.

## Gemeinden
- Batouri
- Kentzou
- Kette
- Mbang
- Ndelele
- Nguelebok
- Ouli